# موزه و کتابخانه ریاست جمهوری ریچارد نیکسون

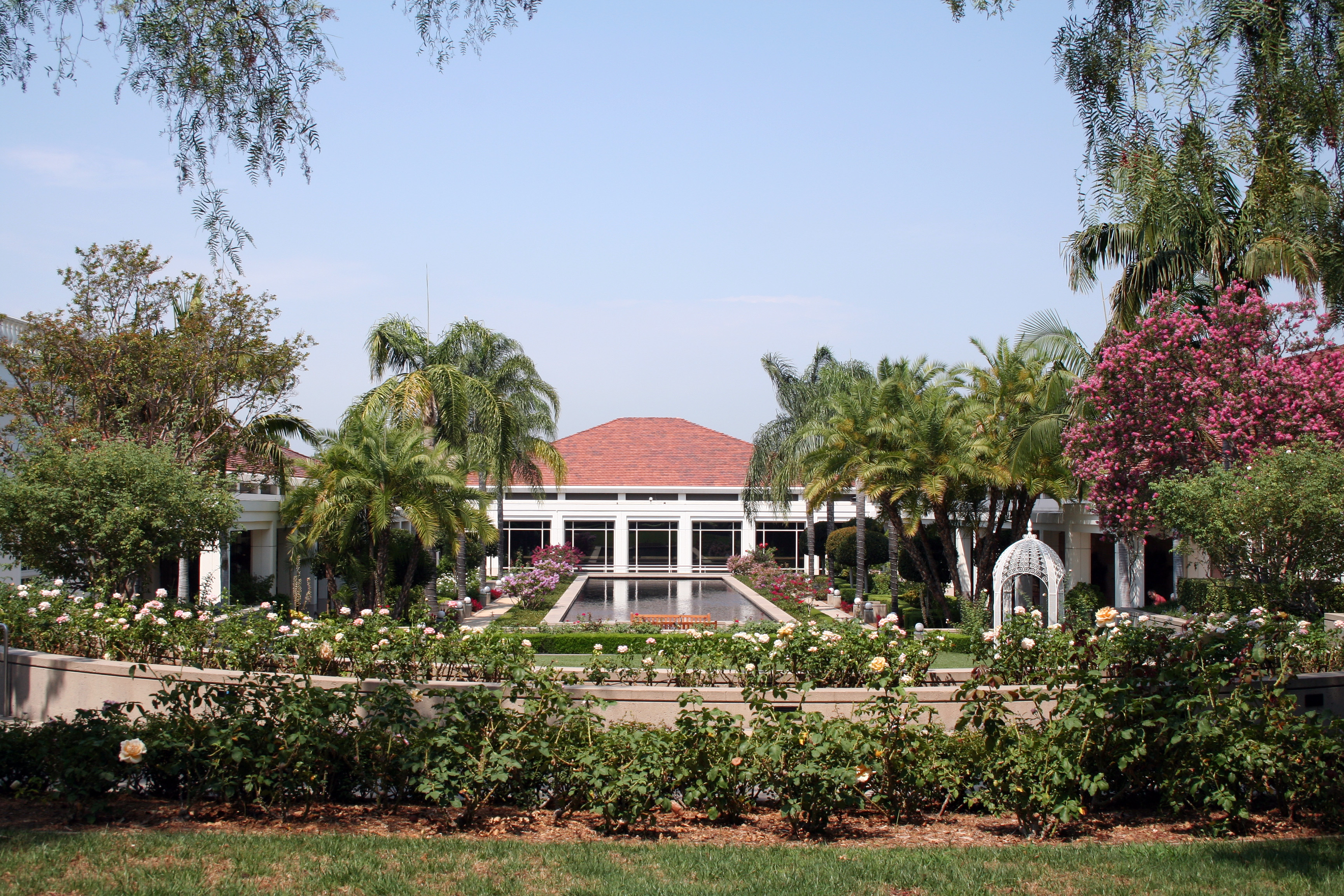
نمایی از ساختمان اصلی کتابخانه

موزه و کتابخانه ریاست جمهوری ریچارد نیکسون (به انگلیسی: Richard Nixon Presidential Library and Museum) یک مرکز فرهنگی و کتابخانه اسناد دولتی مربوط به دوران ریاست جمهوری ریچارد نیکسون واقع در ایالت کالیفرنیا است.